# Battlezone (Band)
Battlezone, auch Paul Di’Anno’s Battlezone, war eine britische Heavy-Metal-Band um den ehemaligen Iron-Maiden-Sänger Paul Di’Anno.

## Bandgeschichte

### 1985–1989
Nach dem Ende von Di’Annos Gesangskarriere bei Iron Maiden veröffentlichte Di’Anno zunächst ein Album unter seinem Nachnamen. Das Projekt, das vor allem Adult Oriented Rock spielte und weniger Heavy Metal, war jedoch nur von kurzer Dauer. Es folgte die Supergroup Gogmagog, die jedoch lediglich eine EP veröffentlichte.
Nach dem Ende dieser beiden Projekte gründete er zunächst Strike zusammen mit den Brüdern John und Chaz Hurley, dem Schlagzeuger Bob Falck und DeeRal an der Gitarre. Schließlich wurde es nach einem Line-up-Wechsel in Battlezone umbenannt. Der Name stammt aus einem Comic-Heft. Für DeeRal kam John Wiggins (ex-Tokyo Blade, ex-Deep Machine) in die Band. Die Band unterschrieb beim Label Raw Power und veröffentlichte 1986 ihr Debütalbum Fighting Back. Mit Battlezone kehrte Di’Anno zu seinen musikalischen Wurzeln zurück.
Mit dem Album tourte die Band durch Europa, wo sie unter anderem auch auf dem Dynamo Open Air auftrat, und die Vereinigten Staaten. Am Ende der Tour verließ Bob Falck die Band und blieb in den Vereinigten Staaten, wo er sich unter dem Namen Syd Falck der Thrash-Metal-Band Overkill anschloss. John Hurley verließ ebenfalls die Band.
Schlagzeuger Steve Hopgood und Gitarrist Graham Bath ersetzten die beiden. Beide kamen von der Band Persian Risk. Das zweite Album, Children of Madness, erschien nach einem Labelwechsel zu Powerstation 1987 und war etwas softer sowie deutlich amerikanisierter. Die Band fiel anschließend auseinander. Di’Anno versuchte mit Graham Bath (Gitarre), Randy Scott (Gitarre), Mel Gibbons (Bass) und Wayne Hewitt (Schlagzeug) einen Neuanfang. Nach einigen Liveauftritten in diesem Line-up löste sich die Band jedoch auf.

### 1997–1998
1997 belebte Paul Di’Anno die Band erneut mit Originalmitglied John Wiggins im Line-up. Hinzu kamen Paulo Turin (Gitarre), Colin Riggs (Bass) und Marc Angel (Schlagzeug). Musikalisch hatte das neue Projekt wenig mit den alten Battlezone zu tun und spielte eher Groove Metal im Stil von Pantera. Der neue Sound kam vor allem in Südamerika gut an, wo die Band in Brasilien eine ausverkaufte Tour spielte. Zurück im Vereinigten Königreich konnte sie an diesen Erfolg nicht mehr anknüpfen und Battlezone löste sich bereits 1998 wieder auf.

## Diskografie

### Alben
- 1986: Fighting Back (Raw Power)
- 1987: Children of Madness (Powerstation Records)
- 1998: Feel My Pain (Zoom Club Records)

### Kompilationen
- 1988: Warchild, the Best of Battlezone (Powerstation Records)
- 2001: Cessation of Hostilities (2CD, Zoom Club Records)
- 2008: The Fight Goes On (Boxset, Phantom Sound & Vision)
- 2008: Paul Di’Anno’s Battlezone (Boxset, Mischief Music)
- 2010: Fighting Back / Children of Madness (Lemon Recordings)
- 2011: Fighting Back (Boxset, Mischief Music)
- 2022: Killers in the Battlezone (3CD, mit Killers, Hear No Evil Recordings)